# 이창래

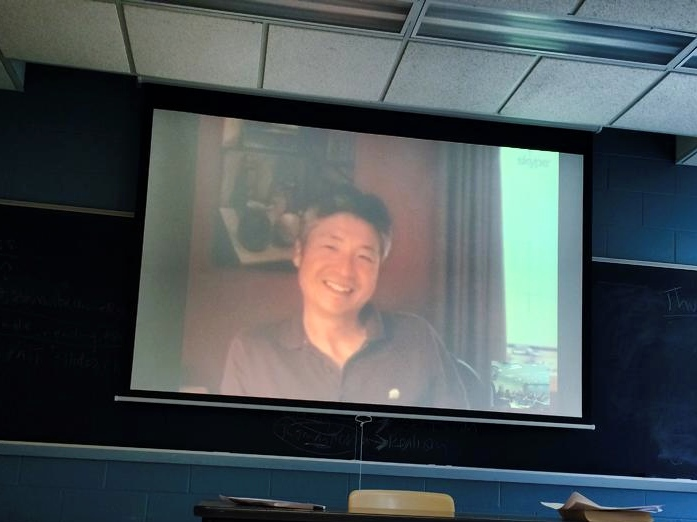

이창래 (李昌來, 영어: Chang-Rae Lee, 1965년 7월 29일 - )는 한국계 미국인(교포 1.5세) 작가이다.
이창래는 1965년 서울에서 태어나 3살 때 가족과 함께 미국으로 이민갔다. 뉴욕주 웨스트체스터에서 자라나 예일 대학교를 영문학을 전공으로 졸업하고 오리건 대학교에서 문예창작 석사학위(MFA)를 받았다. 전업작가가 되기 전에는 월스트리트에서 증권분석가로 일하기도 하였다.
첫 소설 'Native Speaker'('영원한 이방인'/'네이티브 스피커'로 번역출간) (1995)은 첩보활동에 연루된 한국계 미국인의 아웃사이더 같은 삶을 다루고 있다. 이 작품으로 그는 PEN/헤밍웨이상, 아메리칸 북 상 등 미국 문단의 6개 주요 상을 수상했다. 1999년에는 두 번째 소설 'A Gesture Life'('제스처 라이프'로 번역출간)를 출간하였는데, 제2차 세계 대전 당시 일본군으로 복무하면서 한국인 일본군 위안부들을 관리했던 경험을 갖고 있는 연로한 의사 하타의 이야기를 통해 정체성과 융화의 문제들을 다루고 있다. 2004년에 나온 'Aloft'는 평단의 상반된 평가를 받았는데 이 작품에서는 처음으로 비한국인 주인공이 등장했다. 현재 이창래는 프린스턴 대학교에서 교편을 잡고 있다.